# Давидович, Елена Абрамовна
Елена Абрамовна Давидович (24 декабря 1922, Ташкент — 5 декабря 2013, Москва) — советский и российский археолог, нумизмат, доктор исторических наук (1965)

## Научная деятельность
В годы Великой Отечественной войны Елена Абрамовна параллельно с учёбой работала медсестрой в госпитале.
В 1945 году окончила исторический факультет Среднеазиатского университета (САГУ) и осталась в качестве преподавателя на кафедре.
В конце 1940-х годов в Душанбе один из крупнейших советских востоковедов — А. А. Семёнов по решению правительства создавал Институт истории и археологии им. А. Дониша, куда он пригласил из Ташкента Б. А. Литвинского и его супругу Е. А. Давидович.
В 1965 году Елена Абрамовна стала доктором исторических наук, а в 1969 году — профессором.
В начале 1970-х годов академик Б. Г. Гафуров, будучи директором Института востоковедения АН СССР, пригласил Б. А. Литвинского и Е. А. Давидович на работу в Москву. В Институте востоковедения Елена Абрамовна возглавила Сектор исторического источниковедения. Елена Абрамовна была автором более 250 научных работ по исследованию нумизматики Средней Азии и Ближнего Востока:.
Скончалась 5 декабря 2013 года в Москве на 90-м году жизни.